# Daur

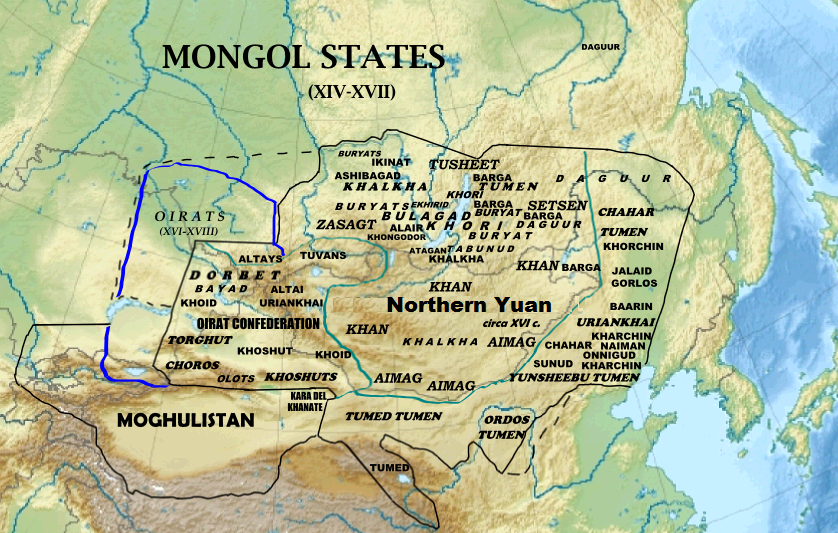
Ubicazione dei Daur nel XVI secolo tra gli stati mongoli (Dagur nella carta)

I Daur (o anche Dahur, in Cinese: 达斡尔族, in Pinyin: Dáwò'ěrzú; il nome ufficiale "Dahur" è considerato dispregiativo) sono un gruppo etnico facente parte dei 56 gruppi etnici riconosciuti ufficialmente dalla Repubblica popolare cinese.
Secondo l'ultimo censimento del 2000,  essi contano 132,394 individui, molti dei quali vivono sotto la Bandiera Autonoma dei Daur Morin Dawa (Mòlì Dáwǎ Dáwò'ěrzú Zìzhìqí 莫力达瓦达斡尔族自治旗), nella regione autonoma cinese detta "Mongolia Interna" (Nei Menggu). Geneticamente, i Daur sono discendenti dei Kitai, come hanno provato alcune recenti analisi del DNA.

## Lingua
La lingua daur fa parte del ceppo mongolo. Non c'è uno standard per la scrittura ed usano una ortografia basata sul pinyin. Questa lingua mantiene alcuni aspetti della vecchia lingua khitana, incluso alcune figure lessicali che non si trovano in nessun'altra lingua del ceppo mongolo.